# 阿拉万区
阿拉万区(Aravan)是吉尔吉斯斯坦西南州份奧什州下辖的一个区。该区治所位于阿拉万。该区面积为1,340平方（520平方英里），是奥什州最小的区。2009年常住人口为106,134人。